# Liparetrus vespertinus
Liparetrus vespertinus är en skalbaggsart som beskrevs av Britton 1980. Liparetrus vespertinus ingår i släktet Liparetrus och familjen Melolonthidae. Inga underarter finns listade i Catalogue of Life.